# Renault Vivaquatre

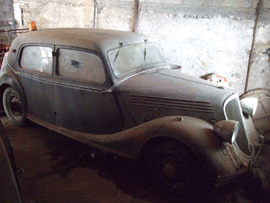
Bereits ohne Trittbretter, mit vier waagerechten Lüftungsschlitzen:
Type ADL 1 als Limousine (1935–1936)

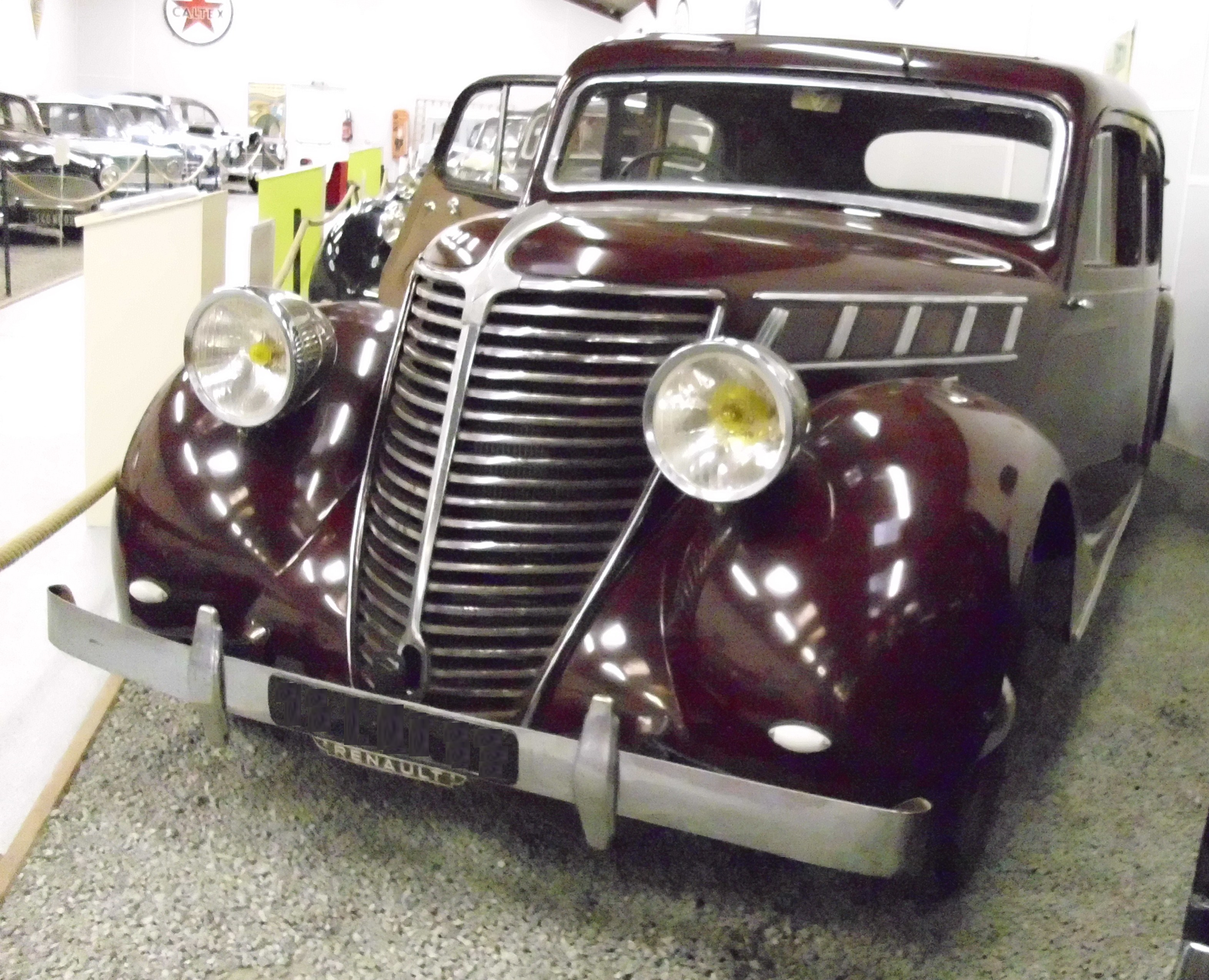
Kühlergrill seitlich abgerundet und horizontal unterteilt:
Type BDH 3 oder BDH 4 als Limousine (1939)

Der Renault Vivaquatre war ein Personenkraftwagenmodell der Zwischenkriegszeit von Renault. Die Typencodes lauteten Type KZ, Type ADG, Type ADL und Type BDH.

## Beschreibung
Renault präsentierte die erste Ausführung im Oktober 1931 auf dem Pariser Automobilsalon als Nachfolger des Renault Type KZ, von dem auch der Typencode übernommen wurde. 1939 endete die Produktion ohne Nachfolger.

### Type KZ 7
Der wassergekühlte Vierzylindermotor mit 75 mm Bohrung und 100 mm Hub hatte 2121 cm³ Hubraum. Die Motorleistung wurde über eine Kardanwelle an die Hinterachse geleitet. Der Kühler war vor dem Motor platziert. In den Seiten der Motorhauben befanden sich vertikale Lüftungsschlitze. Die vordere Stoßstange bestand aus zwei Rohren.
Zur Wahl standen zwei verschieden lange Fahrgestelle mit 290,7 cm Radstand bzw. 314,7 cm Radstand. Die Spurweite von 144 cm vorne und 145,4 cm hinten war bei beiden Ausführungen gleich. Die Fahrzeuge waren 425 cm bzw. 449 cm lang und 174 cm breit. Zur Wahl standen Limousine, Pullman-Limousine, Geschäftslimousine und Torpedo commercial.
Ab April 1932 ergänzte die Ausführung S.A. mit einer anderen Motoraufhängung das Sortiment.

### Type KZ 9
Diese Ausführung erschien im Oktober 1932. Erkennbar war sie an der einteiligen geraden vorderen Stoßstange. Der Radstand war auf 289,3 cm bzw. 313,4 cm verkürzt worden. Die Fahrzeuge waren 5 cm länger und 3 cm breiter als vorher. Das Reserverad befand sich am Heck, außer bei der Geschäftslimousine. Der Torpedo commercial entfiel, dafür war ein Taxi lieferbar. Wiederum war eine Ausführung S.A. lieferbar. Im Laufe der Serie wurde zunächst der Kühlergrill etwas geändert, und dann erhielten die Seiten der Motorhaube Lüftungsklappen. Angaben zur Anzahl und Größe der Klappen sind nicht überliefert.

### Type KZ 13
Im Oktober 1933 erschien diese Ausführung. Erneut war der Kühlergrill leicht verändert worden. Die drei Lüftungsklappen waren gleich groß.

### Type KZ 17
Diese Ausführung erschien im Januar 1934. Die Motorleistung war mit 35 bis 40 PS angegeben. Die Karosserien waren aerodynamischer gestaltet, mit Ausnahme der Geschäftslimousine und des Taxis. Der Radstand betrug 290,7 cm bzw. 313,4 cm. Die Fahrzeuge waren 440 cm bzw. 465 cm lang und 180 cm breit. An den Seiten der Motorhaube waren vier ungleich große Lüftungsklappen. Die vordere Stoßstange war in der Mitte nach unten gebogen.

### Type KZ 23
Im Oktober 1934 erschien diese Ausführung. Der Motor leistete 40 PS. Der Radstand betrug wahlweise 295,7 cm oder 317 cm, bei der Geschäftslimousine 313,4 cm. Die fünfsitzige Limousine war mit Stoßstangen 480 cm lang und die siebensitzige Pullman-Limousine 502 cm. Einheitlich waren 173 cm Breite und 169 cm Höhe. Auffallend waren vier waagerechte Lüftungsschlitze in den Seiten der Motorhaube.

### Type ADG 1
Diese Ausführung erhielt am 18. September 1935 seine Zulassung und ersetzte ab 23. September 1935 die bisherige Ausführung. Eine größere Zylinderbohrung von 85 mm ergab 2383 cm³ Hubraum. Optisch waren keine Unterscheide zu bemerken. Der Wendekreis war mit 11 Metern angegeben. Das Fahrgestell wog je nach Länge entweder 950 kg oder 1000 kg.

### Type ADL 1
Am 5. Oktober 1935 erhielt die Ausführung die Zulassung. Das kurze Fahrgestell mit 284 cm Radstand ermöglichte eine Fahrzeuglänge von 478,5 cm und das lange mit 301 cm Radstand eine Länge von 490,5 cm. Der Verzicht auf Trittbretter sorgte für eine größere Innenbreite. Nur Limousine und Pullman-Limousine sind überliefert. An den Seiten der Motorhaube befanden sich vier eng übereinander angeordnete Lüftungsschlitze.

### Type ADL 2
Im Oktober 1936 erschien diese Ausführung. Der Motor leistete 62 PS. Die Spurweite betrug nun einheitlich 145,4 cm. Der Kühlergrill war seitlich abgerundet. An den Seiten der Motorhaube waren vier Lüftungsöffnungen in Parallelogramm-Form. Die Scheinwerfer waren in die Kotflügel integriert. Die vordere Stoßstange war in der Mitte nach unten gebogen. Neben Limousine und Pullman-Limousine war auch wieder eine Geschäftslimousine lieferbar.

### Type BDH 1
Am 5. Oktober 1937 erhielt diese Ausführung die Zulassung. Die vordere Stoßstange war einteilig und gerade. Die Scheinwerfer waren wieder freistehend. Ein mechanischer Bremskraftverstärker gehörte zur Ausstattung.

### Type BDH 2
Diese Ausführung vom 26. April 1938 entsprach weitgehend der vorherigen.

### Type BDH 3 und Type BDH 4
Am 28. September 1938 erhielten diese Ausführungen ihre Zulassung. Sie unterschieden sich nur in Bezug auf die Bremsen. Bei gleichem Radstand wie zuvor waren die Fahrzeuge 462 cm bzw. 486,5 cm lang und 177 cm breit. Der Achtsitzer war 166,5 cm hoch. Optisches Unterscheidungsmerkmal zum Vorgänger war die waagerechte Unterteilung des Kühlergrills.

## Einstufung im französischen Steuer- und Versicherungssystem
Der kleinere Motor mit einem Hubraum von 2120 m³ war ein 11 CV, während der größere mit 2383 m³ als 14 CV eingestuft war.